# Мельников, Олег Александрович
Оле́г Алекса́ндрович Ме́льников (20 марта (2 апреля) 1912, Хвалынск — 12 мая 1982) — советский астроном, член-корреспондент АН СССР (1960). В 1933 году окончил Харьковский университет. С 1933 года и до конца жизни работал в Пулковской обсерватории, с 1946 — также профессор Ленинградского университета. Похоронен в Санкт-Петербурге, на Пулковском кладбище.

## Биография
В 1933 году окончил Харьковский университет, затем работал в Пулковской обсерватории
Научные работы посвящены изучению Солнца, звёзд и межзвёздной среды спектральными методами, астрономическому приборостроению и истории астрономии. Выполнил детальную спектрофотометрию линий поглощения в спектрах солнечных пятен, факелов, хромосферы Солнца. Совместно с Е. Я. Перепелкиным установил наличие турбулентных движений в хромосфере. Вместе с С. С. Журавлёвым предложил метод определения напряжённости магнитных полей солнечных пятен по контурам избранных линий в спектрах пятен. Подробно исследовал спектры цефеид. Определил химический состав атмосфер классических цефеид δ Цефея и η Орла и установил наличие в них турбулентности. В 1950-х годах выполнил цикл исследований по изучению физических условий в атмосферах звезд класса A, определил параметры их атмосфер и уточнил шкалу температур этих звёзд. Исследовал межзвёздное поглощение света и определил некоторые характеристики межзвёздного газа. Участвовал в работах по созданию 6-метрового телескопа-рефлектора БТА. Автор исследования «К истории развития астроспектроскопии в России и в СССР» (1957).
Президент Комиссии № 9 «Астрономические инструменты» Международного астрономического союза (1964—1967).
Награждён премией им. Ф. А. Бредихина АН СССР (1950).
Именем Мельникова названа малая планета (2237 Melnikov), открытая Г. Н. Неуйминым
2 октября 1938 года в Симеизской обсерватории.